# 4969 Lawrence
4969 Lawrence (1986 TU) là một tiểu hành tinh vành đai chính được phát hiện ngày 4 tháng 10 năm 1986 bởi E. F. Helin ở Palomar.